# Trypanosoma evotomys
Trypanosoma evotomys – kinetoplastyd z rodziny świdrowców należący do królestwa protista.
Pasożytuje w osoczu krwi nornicy rudej (Clethrionomys glareolus). Stwierdzony również u myszy zaroślowej (Apodemus sylvaticus).
Pasożyt ten jest przenoszony przez następujące gatunki much Amalaraeus penicilliger mustalae, Rhadinopsylla pentacantha, Ctenophthalmus nobilis vulgaris, Doratopsylla dasycnema.